# Terry McLaurin
Terry McLaurin (* 15. September 1995 in Indianapolis, Indiana) ist ein US-amerikanischer American-Football-Spieler. Er spielt auf der Position des Wide Receivers für die Washington Commanders in der National Football League (NFL).

## College
McLaurin spielte vier Jahre lang Football an der Ohio State University. Seinen ersten Einsatz feierte er allerdings erst in seinem zweiten Jahr am College. McLaurin konnte sich jedes Jahr steigern und erzielte in seinem letzten Jahr für die Ohio State Buckeyes 701 Yards Raumgewinn und elf Touchdowns.

## NFL
McLaurin wurde beim NFL Draft 2019 in der dritten Runde an Position 76 von den Washington Redskins gedraftet, somit wurde er wieder mit seinem Quarterback am College Dwayne Haskins vereint, welcher im 2019er Draft in der ersten Runde von den Redskins gewählt wurde. Sein Debüt in der ersten Woche der Saison 2019 gegen die Philadelphia Eagles lief individuell überaus erfolgreich für McLaurin, er konnte einen Raumgewinn von 125 Yards für sein Team verbuchen und erzielte außerdem seinen ersten Touchdown in der NFL. Auch insgesamt konnte McLaurin in seiner Rookiesaison überzeugen, er fing 58 Pässe für einen Raumgewinn von 919 Yards und erzielte außerdem sieben Touchdowns für sein Team. Damit war er mit Abstand der produktivste Passfänger seines Teams in der Saison 2019. Lediglich der Teamerfolg blieb im ersten Jahr für ihn und seine Redskins aus, sodass man mit drei Siegen aus 16 Spielen den zweitschlechtesten Record der Saison, nach den Cincinnati Bengals, hatte. Am 5. Juli 2022 schloss McLaurin eine dreijährige Vertragsverlängerung ab, die ihm 71 Millionen Dollar einbringt, wobei er einen Bonus von 28 Millionen Dollar bei Unterzeichnung erhielt.